# Caught in the Middle
Caught in the Middle é o segundo álbum de estúdio do grupo de freestyle Linear, lançado em 28 de Abril de 1992 pela gravadora Atlantic Records. O primeiro single do álbum, "T.L.C.", conseguiu alcançar a posição #30 na Billboard Hot 100, e foi o último single do trio a ter um videoclipe e também o último a conseguir entrar em uma parada musical. Mesmo com o sucesso do single, o álbum não entrou em nenhuma parada musical.
| Críticas profissionais                                                      | Críticas profissionais |
| Avaliações da crítica                                                       | Avaliações da crítica  |
| Fonte                                                                       | Avaliação              |
| --------------------------------------------------------------------------- | ---------------------- |
| allmusic                                                                    | [ 2 ]                  |
| Esta tabela precisa de ser acompanhada por texto em prosa. Consulte o guia. |                        |

## Faixas
| N.º | Título                                   | Duração |  |
| 1.  | "T.L.C."                                 | 3:59    |  |
| 2.  | "Love Always"                            | 4:08    |  |
| 3.  | "Smile If You Like Sex"                  | 4:00    |  |
| 4.  | "Since You Been Gone"                    | 4:09    |  |
| 5.  | "If You Go Away"                         | 5:02    |  |
| 6.  | "Can't Break a Broken Heart"             | 3:52    |  |
| 7.  | "Ooh La La La"                           | 3:30    |  |
| 8.  | "Surrender Your Heart"                   | 3:57    |  |
| 9.  | "19 and a Knockout"                      | 3:34    |  |
| 10. | "There's Nothing I Won't Do"             | 3:37    |  |
| 11. | "I Just Can't Stop Loving You"           | 4:47    |  |
| 12. | "Since You Been Gone" (Acoustic Version) | 4:07    |  |